# Adiri (Titã)
Adiri é um grande acidente geológico do satélite natural de Saturno, Titã, de albedo brilhante. Recebe o nome do paraíso da mitologia da Melanésia. Localizada na região equatorial de Titã, está localizada a oeste da grande e escura região de Shangri-La.
É uma região de terreno elevado e parece estar cheia de canais de drenagem. A sonda Huygens desembarcou em uma planície ao largo da costa noroeste de Adiri em 2005.